# Bardana di Tortolì
La bardana di Tortolì fu un'aggressione a mano armata a scopo di rapina avvenuta nel 1894.

## Storia[1]
Nell'Ottocento, in Sardegna, erano frequenti le razzie compiute da bande di briganti provenienti dalla Barbagia (zona interna della Sardegna) che, talvolta, giungevano sino alla costa. Nel 1894 una di queste bande giunse a Tortolì. 

Nella notte fra il 13 e il 14 novembre venne presa di mira la casa del Cav. Vittorio Depau. 

Depau quella notte non si trovava a casa, essendosi recato a Cagliari per affari. In casa erano quindi rimasti la moglie, Giannetta Sechi, il figlio Emilio, di pochi mesi, il padre della moglie, due domestiche e tre servi. 

All'improvviso due fucilate, indirizzate contro due carabinieri che svolgevano il servizio di sorveglianza delle strade del paese, ruppero il silenzio. Il carabiniere Francesco Bulciolu restò ferito al piede sinistro, mentre l'appuntato Antonio Cao rimase illeso: decisero di rientrare in caserma per dare l'allarme. 

Gli aggressori si erano intanto diretti verso casa Depau. Qui, il servo Giuseppe Olla, sentiti dei passi e dei rumori indistinti, imbracciò la doppietta e raggiunse l'uscio che dava nel cortile. Al di là di esso, i banditi cercavano di scavalcare il muro; Olla sparò un colpo uccidendo uno degli aggressori. Essi scavalcarono d'impeto il muro, gettandosi all'interno del cortile; alcuni provvidero ad aprire il portone, altri a punire il servo. Olla tentò di difendersi lottando fino a quando non venne colpito a morte da alcuni colpi d'ascia alla testa. 

Gli altri due servi vennero risparmiati e ad uno dei due venne intimato di dire dove si trovava la padrona. 

La resistenza opposta da Olla fu la salvezza della famiglia Depau, che era riuscita a raggiungere la stanza della dispensa da dove, salendo su una scala a pioli di legno, si rifugiò nel solaio, attraverso una botola. 

Intanto tutte le strade di accesso al paese erano tenute sotto controllo dalla banda composta da una settantina di malviventi, tutti con un fazzoletto bianco attorno al collo per potersi riconoscere tra loro. Il brigadiere Pietro Giua dispose la composizione di una pattuglia di sette carabinieri e il loro compito. La pattuglia cercò allora di contrastare le scorte che erano state messe a protezione della banda. Un gruppo di briganti si era appostato lungo il percorso che i carabinieri avrebbero dovuto compiere dalla caserma per raggiungere casa Depau. Due componenti della pattuglia, il brigadiere Giua e il carabiniere Salvatore Iddau, riuscirono a raggiungere il portone del cortile della casa Mulas, che aveva la facciata rivolta verso quella del Depau. Entrati in casa, Giua raggiunse il piano superiore, seguito dal carabiniere. Ma come il brigadiere comparve nel vano della finestra, venne colpito e ferito gravemente: fu un brutto colpo per gli uomini della legge e determinante per la riuscita dell'impresa dei briganti. 

Intanto in casa Depau il lavoro dei banditi era diventato frenetico. Per due volte qualcuno entrò nella dispensa, ma senza badare alla ribalta della botola dietro la quale si nascondevano i prigionieri. Le camere vennero messe a soqquadro, i mobili sventrati e distrutti. La banda fece razzìa di ogni cosa, escludendo solo la biancheria perché aveva intessute le iniziali della famiglia. Si portarono via un ricco bottino: 4.000 lire in monete d'oro, 250 lire in zecchini di Venezia, 10 doppi marenghi, 20 sterline, un calice d'argento dorato, gioielli per un valore di 5.000 lire, due rivoltelle e un fucile. 

Tornando per la terza volta nella dispensa, si rifornirono di frutta e di pane. 

Dopo circa tre ore di fuoco, i rapinatori, avendo raggiunto il loro scopo, decisero di lasciare la casa. 

Soddisfatti per i risultati ottenuti, i grassatori lasciarono il paese gridando: «Bandiera di Tortolì. Contentezza. Portafoglio», che era un segnale convenuto per far capire agli uomini sparsi nelle varie contrade che l'impresa era stata compiuta. 

I malfattori, lasciando il paese, si portarono dietro un macabro trofeo: il loro compagno ucciso. Lo spogliarono e lo abbandonarono, ma lo decapitarono, in modo da cancellare ogni traccia della sua presenza e ogni possibile indizio sugli altri. 

Il primo ad accorrere alla casa Depau fu Augusto Sechi, fratello della padrona di casa, il quale riuscì a convincere i reclusi, paralizzati dalla paura, che tutto era finito e che potevano lasciare il nascondiglio. 

La bardana provocò un'ondata di angosciosa sorpresa e di sdegno fra la popolazione. 

Il 14 novembre tutta l'autorità giudiziaria giunse sul posto e diede inizio alle prime indagini e ai primi interrogatori degli elementi più sospettati. 

Il brigadiere Giua, a causa delle gravi ferite riportate, morì il mattino del 15 novembre.
Nel Bollettino Ufficiale delle nomine, promozioni e destinazioni, del Regio Ministero della Guerra edizione 1895, alla voce: "Ricompense al valore militare - Determinazione ministeriale approvata da Sua Maestà in udienza del 30 dicembre 1894" si promulga l'assegnazione della Medaglia d'Argento al valore militare per i carabinieri coinvolti: brigadiere Giua Pietro, carabiniere Bulciolu Francesco, appuntato Cau Antonio Michele e carabiniere Iddau Salvatore, in ragione delle rispettive valorose motivazioni riportate nel Bollettino Ufficiale.

## Arresti[2]
Trattenuti in caserma, vennero dichiarati in arresto: Agostino Marcia, di anni 42, nativo di Donori, ma residente a Tortolì; Gaetano Melis, di 39 anni, Sisinnio Longoni, di 38, e Giuseppe Fois, di 42 anni, tutti di Tortolì, e Antonio Loi, di 49 anni, di Arzana. 

Un anno dopo furono arrestati Giuseppe Fancello, di 39 anni, di Urzulei, e Sisinnio Muscau, di 26 anni, di Orgosolo; Gabriele Demurtas, di 34 anni, di Villagrande, venne arrestato nel 1896. 

Venne spiccato ordine di cattura anche per Francesco Rubanu, di 30 anni, di Orgosolo, latitante. 

Il processo contro i componenti della banda in stato di detenzione e dell'orgolese latitante, presieduta dal giudice Nieddu, ebbe inizio il 9 agosto 1897. Gli imputati erano accusati di rapina, di omicidio qualificato e di mancato omicidio qualificato. 

Il processo, che si concluse con la sentenza del 28 agosto, condannò gli imputati in stato di detenzione a 30 anni di reclusione ciascuno e a 10 anni di vigilanza. Al latitante orgolese fu comminata la pena dell'ergastolo che, in sede di appello, fu però modificata in assoluzione.

## Conseguenze

### Risonanza nazionale[3]
La grassazione, per le sue dimensioni e per il suo carattere di aperta sfida alla società e allo Stato, creò rumore nazionale tanto che lo stesso "Corriere della Sera" arrivò a mandare a Tortolì un inviato speciale. 

La Giunta municipale, riunitasi il 15 novembre, decise di porre a carico del Comune le spese per le onoranze funebri ai due caduti. Inoltre, in una riunione del 28 novembre, nel «plaudire all'eroico coraggio del brigadiere Giua e di Giuseppe Olla, sante vittime del dovere, e al valore dimostrato dagli altri carabinieri», fece voti «perché fosse reso onore al merito dei valorosi», deliberando «di inviare una petizione al governo del Re perché il loro sacrificio e il loro coraggio ottenessero i dovuti riconoscimenti». 

Il governo, presieduto allora dall'onorevole Crispi, inviò a Tortolì un reparto militare di rincalzo alla stazione dei carabinieri. 

Il Parlamento, da parte sua, con provvedimento del 12 dicembre dello stesso anno decise di affidare all'onorevole Francesco Pais Serra un'inchiesta «Sulle condizioni della pubblica sicurezza in Sardegna». 

Dopo un mese dal grave episodio, il governo manifestò l'intendimento di trasferire il reparto militare, provocando la reazione del Consiglio comunale il quale, riunitosi il 16 dicembre, chiese il mantenimento del distaccamento a Tortolì, offrendo «a proprie spese, l'alloggio alle truppe e agli ufficiali che le comandano».

### Curiosità[4]
- A Tortolì, in seguito all'episodio, uscì una canzone di cento versi dedicata a sa grassazioni (la grassazione).
- Nel 1871 un operaio di Tertenia, mentre lavorava nel porticciolo dell'Isolotto d'Ogliastra, scoprì un tesoro contenente anelli, oggetti vari e circa 600 Zecchini d'oro, raffiguranti vari Dogi veneziani. È probabile che il tesoro sia stato nascosto in quel sito nel XVIII secolo da una nave in pericolo. Il Cav. Depau era forse ritenuto depositario di una parte del tesoro: questa potrebbe essere una delle giustificazioni della bardana che subì.